# Campionati del mondo di ciclocross 2002
I Campionati del mondo di ciclocross 2002 (en.: 2002 UCI Cyclo-cross World Championships) si svolsero a Zolder, in Belgio, il 2 e il 3 febbraio.

## Eventi
Sabato 2 febbraio
- 11:00 Uomini Junior
- 14:00 Uomini Under-23

Domenica 3 febbraio
- 11:00 Donne
- 14:00 Uomini Elite

## Medagliere
| Pos.   | Nazione     | Oro | Argento | Bronzo | Totale |
| ------ | ----------- | --- | ------- | ------ | ------ |
| 1      | Belgio      | 2   | 2       | 1      | 5      |
| 2      | Paesi Bassi | 1   | 0       | 1      | 2      |
| 3      | Francia     | 1   | 0       | 0      | 1      |
| 4      | Germania    | 0   | 1       | 0      | 1      |
| 4      | Polonia     | 0   | 1       | 0      | 1      |
| 6      | Rep. Ceca   | 0   | 0       | 2      | 2      |
| Totale | Totale      | 4   | 4       | 4      | 12     |

## Podi
| Eventi            | Oro                        | Tempo                      | Argento                    | Tempo   | Bronzo                           | Tempo |
| Gare maschili     |                            |                            |                            |         |                                  |       |
| Elite dettagli    | Mario De Clercq Belgio     | 1h01'11" Media 26,901 km/h | Tom Vannoppen Belgio       | a 3"    | Sven Nys Belgio                  | a 6"  |
| Under-23 dettagli | Thijs Verhagen Paesi Bassi | 49'48" Media 25,706 km/h   | Davy Commeyne Belgio       | s.t.    | Tomas Trunschka Rep. Ceca        | s.t.  |
| Junior dettagli   | Kevin Pauwels Belgio       | 43'41" Media 25,119 km/h   | Krzysztof Kuzniak Polonia  | a 11"   | Zdeněk Štybar Rep. Ceca          | a 15" |
| Gara femminile    |                            |                            |                            |         |                                  |       |
| Elite dettagli    | Laurence Leboucher Francia | 39'06"                     | Hanka Kupfernagel Germania | a 1'04" | Daphny van den Brand Paesi Bassi | s.t.  |